# BBN Technologies
BBN科技公司（英語：BBN Technologies），前身為Bolt, Beranek and Newman公司，位於美國麻塞諸塞州劍橋的高科技公司与国防承包商。因為取得美國國防高等研究計劃署之間的合約，它曾經參與ARPANET與Internet的最初研發。在1960年代与1970年代被誉为劍橋的（哈佛、MIT之外的）第三大学（"third university" of Cambridge）。2009年成為雷神公司的子公司。

## 歷史
1948年，由麻省理工學院教授利奧·白瑞納克、Richard Bolt與其學生Robert Newman共同創建，因此最早稱為 Bolt, Beranek and Newman公司。一開始定位為聲學顧問公司。由于声学计算需要，在1950年代就购入大量计算机并研发计算机书，在1960年代参与了许多计算机网络方面的研究，如ARPANET、MILNET、CSNET與NEARNET。
1989年, BBN的声学咨询业务分离为新的公司：Acentech Incorporated。
1994年，BBN组建了互联网接入服务部门：BBN Planet division。1997年被GTE（通用电话电子公司）收购。BBN Planet成为GTE的Internetworking，称为"powered by BBN"。
2000年，GTE与Bell Atlantic合并为Verizon，BBN的互联网接入服务分离为Genuity公司以满足联邦通信委员会(FCC)的要求。Genuity于2003年Level 3 Communications收购。
2004年3月, Verizon卖掉了BBN Technologies的剩余部分，称作BBNT Solutions LLC的一家独立公司，收购方为一批私人投资者，包括Accel Partners, General Catalyst Partners, In-Q-Tel以及BBN的管理层。
2009年9月, 雷神公司出价3.5亿美元全资收购了BBNT Solutions LLC。2014年12月，Internet第二老的域名bbn.com,被重定向到www.raytheon.com/ourcompany/bbn/.
BBN的前雇员组建了上百家创业公司。

## 外部連結
- 官方网站